# 怪獣マリンコング
『怪獣マリンコング』（かいじゅうマリンコング）は1960年4月3日から9月25日まで毎週日曜日の9時30分～10時00分にフジテレビ系で全26話が放送された、ニッサンプロダクション製作の特撮テレビ番組。第14話以降はタイトルが「マリンコングの大逆襲」に改題された。古谷製菓の一社提供。
マリンコングは作品内の怪獣型巨大ロボットの名称。

## ストーリー
第1部「怪獣マリンコング」（第1話 - 第13話）
太平洋を航行中の大型旅客船梅田丸が突如海中から出現した謎の怪獣、マリンコングに襲撃され沈没。続けざまに平塚海岸に現れて大暴れし、猛威を振るった怪獣は、当初、恐竜の生き残りと推測されたが、物理学の権威、矢田博士の電波研究所は異常電波を捉えていた。矢田博士は梅田丸沈没時と江の島襲撃の夜と、異常電波が同一のものとつきとめ、人間が遠隔操作する巨大な電子ロボットと推測、捜査陣に協力する。マリンコングを操っていたのは国際的陰謀団「Z団」だった。マリンコングの正体を知られまいとするZ団は、博士や息子の和夫少年の命を狙う。そしてついに矢田博士が発明した「X電波」によって、マリンコングは破壊されるのだった。
第2部「マリンコングの大逆襲」（第14話 - 第26話）
日本征服の野望をあくまで燃やすZ団が、さらに強力なマリンコングを造って破壊行為を行なう。そこに謎の正義の女性戦士「くれない天使」が登場して活劇が展開される。物語は、マリンコングがアルファ光線により破壊され、Z団首領のお菊は自決する。

## 解説
日本を征服しようとする悪の組織「Z団」と、それを阻止しようとする主人公の和夫少年たちの物語。怪獣を主役とした、日本初のテレビ番組である。放送まもなく視聴率27パーセントの高視聴率を獲得し、関東ローカルから全国26局での放送に拡大された。
本作品の前年の昭和34年に、ニッサンプロはTBSテレビで「ヒトデが巨大な怪獣になる」という『大海獣ゲボラ』というテレビ特撮ドラマを企画。新東宝の小川欽也監督のもとで特撮パイロットフィルムが6話製作されたが、結局この企画は没となった。翌年昭和35年に、再びニッサンプロは『怪獣マリンコング』の企画を小川監督のもとに持ち込んだが、小川監督は「ゲボラの貸しも返してもらってないから」と断ったという。結局ニッサンプロで本作品は製作された。

## 怪獣マリンコング
マリンコングは Z団が破壊行為のために用いるロボット怪獣である。ゴジラのような恐竜型をしている。口から火炎を吐くことができる。初代は煙幕を使って姿をくらます。
初代の操縦機は動かせなかったが、二代目の操縦機はアタッシェケースに入るほど小型化されている。
名称は「海から現れたキングコング」を意図している。
造形
マリンコングのぬいぐるみは人形劇団プークによって製作された。当初頭のみが使われ、シルエットを多用して撮影された。頭部のみの造形物には火を吐く仕掛けが仕込まれている。実物大の手足も作られ、効果をあげた。低予算であったため毎回は登場しなかった。
初代マリンコングは丸い大きな目玉をした可愛らしい印象の造形だが、当時の視聴者である子供たちはとても怖がったという。二代目のマリンコングは目つきや鼻先の角などが鋭く修正されている。

## スタッフ
- ニッサンプロダクション作品
- 指揮：福沢重治
- 製作：大橋正次
- 脚本：越田委寿美、北村小松、柳川創造
- 連載：少年画報、まんが王
- 撮影：塩田一夫、中田洋、秋山海蔵
- 照明：松原省三、山県邦夫、柏木一郎
- 特技：高橋春光
- 美術：劇団プーク
- 録音：東音スタジオ、山王スタジオ
- 効果：EF・グループ
- 記録：新沼恵子、布施文子
- 助監督：吉野茂、百瀬千又
- 製作主任：崎野四郎
- 監督：大橋正次、志村敏夫、柳瀬観、飯塚芳郎

## キャスト
主人公である和夫少年は、第2部の終了近くになって、説明なく姿を消す。Z団の首領は、手下たちから「お菊様」と呼ばれる美人の女ボスである。「くれない天使」は主人公たちに力を貸す謎の仮面ヒロインで、「変身ヒロイン」の草分け的なキャラクターである。
- 矢田和夫：太田博之
- 矢田博士：林寛
- 松田童太郎：芝田新
- 野々村：三原悠子
- 岩田記者：小田弘二
- 丸さん：花咲一平
- 矢田ひとみ：菊地洋子
- 河村女史： 七浦弘子
- 洋子：牧野淑子
- 千賀子： 真山くみ子
- 高宮比佐子、くれない天使：筑波久子
- Z団首領・お菊：北条ユキ
- 支那服の女：前田通子

- 自由映画プロ
- サン・プロ
- 東宝児童劇団
- 劇団ちゃいむ

- 解説：三戸部義輝

## 放送リスト
- 第1部「怪獣マリンコング」：1960年4月3日 - 6月26日、全13回（第1回 - 第13回）
- 第2部「マリンコングの大逆襲」：1960年7月3日 - 9月25日、全13回（第14回 - 第26回）

1. 謎の怪獣
2. 危うし！和夫少年
3. 怪ボートの男
4. Ｘ電波の秘密
5. 追跡
6. 敵か味方か
7. あばかれた正体
8. 敵基地発見
9. 作戦敵中
10. 奴を逃がすな
11. 危機迫る
12. 本拠地潜入
13. 世紀の爆発
14. マリンコングの大逆襲（1）
15. マリンコングの大逆襲（2）
16. マリンコングの大逆襲（3）
17. マリンコングの大逆襲（4）[注釈 3]
18. マリンコングの大逆襲（5）
19. マリンコングの大逆襲（6）
20. マリンコングの大逆襲（7）
21. マリンコングの大逆襲（8）
22. マリンコングの大逆襲（9）
23. マリンコングの大逆襲（10）
24. マリンコングの大逆襲（11）
25. マリンコングの大逆襲（12）
26. マリンコングの大逆襲（13）

## 放送局
- フジテレビ
- 秋田放送（1965年に放送）：火曜 17:40 - 18:10[9]
- 山形放送（1963年に放送）：水曜 17:35 - 18:05[10]
- 東北放送：金曜 17:45 - 18:15（1961年2月 - 3月）→ 土曜 16:15 - 16:45（1961年4月）[11]

## 漫画化連載
- 『怪獣マリンコング』

『少年画報』（少年画報社）誌上で、昭和35年（1960年）6月から9月まで連載された。原作：越田委寿美／画：桜井はじめ。
『まんが王』（秋田書店）誌上で、昭和35年（1960年）6月から8月まで連載された。原作：越田委寿美／画：笹川ひろし。
- 『マリンコングの大逆襲』

『まんが王』誌上で、昭和35年9月から11月まで連載された。原作：柳川創造／画：笹川ひろし。

## ビデオソフト化
本作品のテレビ配給を担当したトランスグローバル社の倉庫でネガフィルムが発見されたことから、1984年に特撮作品専門誌「宇宙船」Vol.18（1984年6月号）誌上のビデオソフト・レコード情報コーナーに本作品のビデオソフト発売告知が掲載され、第1部の第1話「謎の怪獣」・第2話「危うし!和夫少年」・第13話「世紀の爆発」を収録したビデオソフト「怪獣マリンコング 特別限定版」（VHS版・ベータ版）が、通信販売での受注限定商品としてトランスグローバル社から発売された。
ポジフィルムのテレシネによるビデオソフト化が主流であった当時としては珍しく、本作品はネガテレシネによる「高画質ソフト」として製作された。
通信販売限定品という性質上、ビデオソフトはビデオショップ店頭に並ぶことも無く、それほど多くの数が出回らなかった。また発売元によって外部レンタルが一切禁じられていたため公式にレンタルビデオ店に置かれることも無かった。このため現在では非常に入手困難となっており、かつ本作品はこれ以外に一切ビデオソフト化されたことが無いため、現在は高額で取引されている。
ビデオソフトの各個体にはシリアルナンバーが付与されており、再生時に冒頭に表示される注意書きには「特殊製法による特別限定版につき、コピーからテープ所有者の氏名が識別可能」という旨が記されていた（ただし実際に可能かどうかは不明）。
前述の「宇宙船」Vol.18の記事では第2部『マリンコングの大逆襲』のビデオソフトが次期発売予定とされていたほか、ニッサンプロの後継会社・NMCプロ製作の特撮作品『魔神バンダー』についても「ファンの声があれば発売するとか…」とビデオ化がほのめかされていたが、結局どちらも実現しなかった。
ビデオソフト以外では、1970年代末頃にTBS系『日曜☆特バン』の懐かしの番組特集で本編映像の一部が放送されているほか、1982年発行の『宇宙船』Vol.10では、第2部第4話『正義の味方くれない天使』および第2部最終回の本編フィルムを接写したスチルが掲載されたことがある。1991年11月10日放送の『テレビ探偵団』（ゲスト：高島忠夫）では「テレビ黎明期の幻の特撮フィルム」として、第1部13話の映像が『宇宙Gメン』・『アゴン』と共に紹介された。